# Sommer-Deaflympics 2017/Badminton
Bei den Sommer-Deaflympics 2017 in Samsun wurden sechs Wettbewerbe im Badminton ausgetragen.

## Medaillengewinner
| Disziplin    | Gold                                                                                                | Silber | Bronze |
| ------------ | --------------------------------------------------------------------------------------------------- | --- | --- |
| Herreneinzel | Kaifeng Tang                                                                                        | Artemy Karpov | Shokhzod Gulomzoda |
| Dameneinzel  | Wang Meng                                                                                           | Jeong Seon-hwa | Manami Nagahara |
| Herrendoppel | Siriwat Mattayanumat Ittikorn Punyangam                                                             | Shin Hyun-woo Soo Myeong-soo | Valery Antonov Mikhail Yefremov |
| Damendoppel  | Zhang Hengyan Wang Meng                                                                             | Fan Jung-yu Yan-Ru Shen | Jeong Seon-hwa Lee So-yeong |
| Mixed        | Artemy Karpov Alena Soboleva                                                                        | Ying Boom Wei Francis Tan Heng Bock | Ding Yibo Zhang Hengyan |
| Team         | Volksrepublik China (Ding Yibo, Lu Guangyao, Tang Kaifeng, Wang Meng, Wang Mengxing, Zhang Hengyan) | Russland (Valery Antonov, Olga Dormidontova, Mikhail Efremov, Shokhzod Gulomzoda, Artemy Karpov, Karina Khakimova, Olga Shtayger, Alena Soboleva) | Chinesisch Taipeh (Chen Chung-i, Fan Jung-yu, Hsieh Li-chi, Huang Chen-che, Huang Cheng-i, Shen Yan-ru, Tu Wen-hsuan, Yin Shih-rong) |